# ذا ريسلينغ كلاسيك
كانت ذا ريسلينغ كلاسيك بالإنجليزية (The Wrestling Classic) الاتحاد العالمي للمصارعة (WWF) الدفع لكل عرض الأحداث التي جرت في 7 نوفمبر 1985، في أفق روزمونت في روزمونت، إلينوي. [1]
وكان الحدث الرئيسي في نهائيات بطولة الرجل 16 حيث هزم قبيلة السادة الكلب راندي سافاج. [1] وتضمن undercard رجل 16 بطولة واحدة القضاء، هوجان مقابل رودي بايبر لبطولة WWF ومسابقة حيث فاز مايكل Hamley بسيارة رولز رويس. [1]
المصارعة الكلاسيكية بارزة لكونها أول حدث WWF PPV عدم إدراج مباراة فريق بطاقة من نوع على البطاقة. ان الامر سيستغرق حتى رويال رامبل 2005 قبل أن يكون هناك PPV آخر دون مباراة فريق بطاقة. ونتيجة لذلك، فإن العالم العلامة فريق الابطال فريق الأحلام (بروتوس Beefcake وجريج فالنتين) لم يظهر على البطاقة. بطل العالم السابق والشيخ حديد ونيكولاي فولكوف على حد سواء تصارعت بينما المنافسين واحد في البطولة، كما فعل ولد ديفي سميث وديناميت كيد، والمعروف باسم البلدغ البريطانية (الذين كانوا أيضا # 1 المتنافسين على ألقاب فريق بطاقة) .

## النتائج
| الترتيب | النتيجة | نوع المباراة               | الزمن |
| ------- | ------- | -------------------------- | ----- |
| 1       | مثال    | مباراة بطولة جولة الأولى   | مثال  |
| 2       | مثال    | مباراة بطولة جولة الأولى   | مثال  |
| 3       | مثال    | مباراة بطولة جولة الأولى   | مثال  |
| 4       | مثال    | مباراة بطولة جولة الأولى   | مثال  |
| 5       | مثال    | مباراة بطولة جولة الأولى   | مثال  |
| 6       | مثال    | مباراة بطولة جولة الأولى   | مثال  |
| 7       | مثال    | مباراة بطولة جولة الأولى   | مثال  |
| 8       | مثال    | مباراة بطولة جولة الأولى   | مثال  |
| 9       | مثال    | الربع مباراة نهائي البطولة | مثال  |
| 10      | مثال    | الربع مباراة نهائي البطولة | مثال  |
| 11      | مثال    | الربع مباراة نهائي البطولة | مثال  |
| 12      | مثال    | الربع مباراة نهائي البطولة | مثال  |
| 13      | مثال    | مباراة الفردي لبطولة WWF   | مثال  |
| 14      | مثال    | مباراة نهائي دوري نصف      | مثال  |
| 15      | مثال    | مباراة نهائيات البطولة     | مثال  |

## روابط خارجية
- ذا ريسلينغ كلاسيك على موقع IMDb (الإنجليزية)
- ذا ريسلينغ كلاسيك على موقع قاعدة بيانات الفيلم (الإنجليزية)
- ذا ريسلينغ كلاسيك على موقع كينوبويسك (الروسية)